# Liège-Bastogne-Liège 2007
Liège-Bastogne-Liège 2007 fandt sted den 29. april. Løbet køres i den belgiske region Vallonien. 

## Liège-Bastogne-Liège, 262 km
29-04-2007
|    | Rytter             | Hold             | Tid     | ProTour-point |
| -- | ------------------ | ---------------- | ------- | ------------- |
| 1  | Danilo Di Luca     | Liquigas         | 6:36.25 | 50            |
| 2  | Alejandro Valverde | Caisse d'Epargne | + 0.03  | 40            |
| 3  | Fränk Schleck      | CSC              | + 0.03  | 35            |
| 4  | Paolo Bettini      | Quick Step       | + 0.06  | 30            |
| 5  | Davide Rebellin    | Gerolsteiner     | + 0.06  | 25            |
| 6  | Michael Boogerd    | Rabobank         | + 0.07  | 20            |
| 7  | Damiano Cunego     | Lampre           | + 0.09  | 15            |
| 8  | Matthias Kessler   | Astana           | + 0.09  | 10            |
| 9  | Juan José Cobo     | Saunier Duval    | + 0.09  | 5             |
| 10 | Kim Kirchen        | T-Mobile         | + 0.09  | 2             |

## Bjergkonkurrencen
I tillæg til hovedkonkurrencen, er der 12 stigninger i løbet som tilsammen udgør en bjergkonkurrence. Første, anden og tredjemanden over hver stigning får 4, 2, og 1 point. Rytterne skal fuldføre løbet for at regnes med i konkurrencen. Hvis der er to eller flere ryttere der har de samme point, bliver rytteren med bedst resultat i hovedkonkurrencen, vinderen af konkurrencen.
|   | Rytter           | Hold                   | Point |
| - | ---------------- | ---------------------- | ----- |
| 1 | Rémy Di Gregorio | Française des Jeux     | 24    |
| 2 | Vasil Kiryienka  | Tinkoff Credit Systems | 20    |
| 3 | Unai Etxebarria  | Euskaltel              | 14    |